# Tachty
Tachty – wieś (obec) na Słowacji położona w kraju bańskobystrzyckim, w powiecie Rymawska Sobota. Pierwsze wzmianki o miejscowości pochodzą z roku 1391. 
Według danych z dnia 31 grudnia 2012, wieś zamieszkiwało 529 osób, w tym 274 kobiety i 255 mężczyzn.
W 2001 roku rozkład populacji względem narodowości i przynależności etnicznej wyglądał następująco:
- Słowacy – 2,3%
- Romowie – 1,42%
- Węgrzy – 96,11%

Ze względu na wyznawaną religię struktura mieszkańców kształtowała się w 2001 roku następująco:
- Katolicy rzymscy – 97,17%
- Ateiści – 1,24%
- Nie podano – 0,53%